# Tesori nascosti
Tesori nascosti è un box composto da 4 CD che contiene inediti, rarità, remix e basi musicali di brani realizzati, anche per altri artisti, dal gruppo I Cavalieri del Re. Inoltre questo box, uscito in edizione limitata, prevedeva due omaggi ai primissimi acquirenti: un quinto CD con altre rarità ed il 45 giri della sigla Ranger Pier.

## Le tracce
CD 1: Riarrangiamenti di Riccardo Zara.
1. I Castellani Di McKing Fort
2. Corvo Pennuto Furbo
3. Svegliati Muchacho
4. Un Trombone In Fa
5. Cara La Carogna Cara
6. Nereide
7. Rompe Rompe Rompe
8. Buongiorno Signor Postino (Versione Riccardo)
9. Hawaii Di Casa Mia
10. Buongiorno Signor Postino (Versione Clara)
11. Zico (Versione Portoghese)
12. I Miei Sedici Anni
13. Ranger Pier
14. Addio Beatles
15. Vola Colomba
16. Ave Maria No Morro
17. In Ripa Di Porta Ticinese
18. Manichini Metropolitani

CD 2: Tesori Nascosti.
1. Ave Maria No Morro
2. Buongiorno Signor Postino (Versione Riccardo)
3. Buongiorno Signor Postino (Versione Clara)
4. Hawaii Di Casa Mia
5. Ranger Pier
6. Bye Bye Frakenstein
7. I Miei Sedici Anni
8. Ave Maria No Morro
9. Vola Colomba
10. In Ripa Di Porta Ticinese
11. Zico (Versione Portoghese)
12. Rompe Rompe Rompe
13. I Castellani Di McKing Fort
14. Atlantide
15. Din Don
16. Stadio Giovane
17. Toccami
18. Voglio Fare La Superstar
19. Buongiorno Signor Postino (Duetto Mix)

CD 3: Rockfeller A Pentatlon.
1. Svegliati Muchacho
2. Corvo Pennuto Furbo
3. Un Trombone In Fa
4. Cara La Carogna Cara
5. Nereide
6. Rockenstein
7. Lupin, Il Ladro Gentiluomo
8. Svegliati Muchacho
9. Corvo Pennuto Furbo
10. Un Trombone In Fa
11. Cara La Carogna Cara
12. Nereide
13. Svegliati Muchacho (Base Musicale Con Cori)
14. Corvo Pennuto Furbo (Base Musicale Con Cori)
15. Un Trombone In Fa (Base Musicale Con Cori)
16. Cara La Carogna Cara (Base Musicale Con Cori)
17. Nereide (Base Musicale Con Cori)
18. Svegliati Muchacho (Base Musicale)
19. Corvo Pennuto Furbo (Base Musicale)
20. Un Trombone In Fa (Base Musicale)
21. Cara La Carogna Cara (Base Musicale)
22. Nereide (Base Musicale)

CD 4: Basi Musicali Con Cori.
1. Ave Maria No Morro
2. Buongiorno Signor Postino
3. Hawaii Di Casa Mia
4. Ranger Pier
5. Ranger Pier (Versione Strumentale)
6. I Miei Sedici Anni
7. Vola Colomba
8. In Ripa Di Porta Ticinese
9. Zico
10. Rompe Rompe Rompe
11. I Castellani Di McKing Fort
12. Toccami
13. Voglio Fare La Superstar
14. Manichini Metropolitani
15. Addio Beatles